# Salix maximowiczii
Salix maximowiczii là một loài thực vật có hoa trong họ Liễu. Loài này được Kom. miêu tả khoa học đầu tiên năm 1901.